# هرگرسوایلر
هرگرسوایلر (به آلمانی: Hergersweiler) یک شهر در آلمان است که در زودلیشه واینشتراسه واقع شده است. هرگرسوایلر ۲۴۰ نفر جمعیت دارد.